# Kinathukadavu
Kinathukadavu es una ciudad y nagar Panchayat situada en el distrito de Coimbatore en el estado de Tamil Nadu (India). Su población es de 8653 habitantes (2011). Se encuentra a 26 km de Coimbatore.

## Demografía
Según el censo de 2011 la población de Kinathukadavu era de 8653 habitantes, de los cuales 4271 eran hombres y 4382 eran mujeres. Kinathukadavu tiene una tasa media de alfabetización del 82,93%, superior a la media estatal del 80,09%: la alfabetización masculina es del 89,31%, y la alfabetización femenina del 76,78%.